# Faking Hitler
Faking Hitler és una mini sèrie de televisió alemanya del 2021, creada per Tommy Wosch i Tobi Baumann, produïda per UFA Fiction i emesa a la cadena RTL+ el 30 de novembre de 2021. Mostra els esdeveniments parcialment ficticis que envolten la publicació dels diaris falsificats de Hitler a principis dels anys 1980 al setmanari alemany Stern. El títol Faking Hitler es va interpretar com una al·lusió al llibre de Robert Harris Selling Hitler i a la sèrie britànica homònima.

## Argument
El 28 d'abril de 1983, Gerd Heidemann, periodista estrella del setmanari alemany Stern, va publicar una primícia impactant: els diaris secrets de Hitler formats per 62 volums. Però amb el reportatge fet, els milions de lectors enganxats a les publicacions diàries i la milionària quantitat pagada pels drets de publicació, així com la suma pels drets de publicació internacional; es va revelar que tot es tractava d'una gran falsificació feta per Konrad Kujau, un falsificador talentós, que va començar per treure diners a un empresari col·leccionista d'objectes nazis.

## Curiositat

Les inicials gòtiques "FH" (a dalt) utilitzades per error per Kujau en lloc d'"AH" (a baix). Cap dels col·leccionistes, periodistes i historiadors que varen tenir la llibreta a les mans no van notar l'error. Quan aquest es va descobrir, Stern respon durant un temps que les inicials FH signifiquen Führer Hitler o Führer Hauptquartier.

Si s'agafa les inicials del títol de la sèrie, "FH", aquestes també corresponen al monograma de la primera pàgina dels diaris. Es tracta d'una de les errades històriques comeses per Kujau, ja que aquest hauria de ser "AH" per Adolf Hitler, però en la tipografia gòtica utilitzada en aquella època el caràcter "F" es podria confondre avui dia amb una "A".

## Repartiment
- Lars Eidinger com a Gerd Heidemann, periodista de l'Stern .
- Moritz Bleibtreu com a Konrad Kujau, falsificador.
- Sinje Irslinger com a Elisabeth Stöckel, periodista novella de l'Stern.
- Ulrich Tukur com a Hans Stöckel, professor universitari i pare de l'Elisabeth.
- Hans-Jochen Wagner com a Felix Bloom
- Tristan Seith com a Theo Kalg
- Daniel Donskoy com a Leo Gold
- Jeanette Hain com a Edda Göring, filla de Hermann Göring.
- Lukas T. Sperber com a Thomas Melchior
- Richard Sammel com a Rudolph Michaelis, director de continguts de l'Stern
- Ronald Kukulies com a Richard Dreier, director de redacció de l'Stern.
- Britta Hammelstein com a Agnes Schonert, parella del Konrad.
- Reiner Schöne com a Herbert Strunz, col·leccionista d'objectes nazis.
- Hanna Plass com a Gabi Nüssle, amant del Konrad.
- Katharina Heyer com a Isabell Heidemann
- Hanno Friedrich com a Holger Menke
- Wolfgang Welter com a Schreiber, jardiner del cementiri de Börnersdorf.
- Matthew Burton com a Mr. Clark
- Thomas Fehlen com a Rösler, cap de departament.
- Hannah Holthaus com a Jackie
- Clara Immel com a Franziska König
- Jens Kipper com a Joachim Ostrowski
- Ludger Pistor com a moderador de TV.

## Producció
La filmació va tenir lloc a Hamburg i diverses localitats del Rin del Nord-Westfàlia del 7 d'abril al 29 de maig de 2021. La primera presentació va ser el 23 d'octubre del mateix any al Filmpalast de Colònia en el marc del Festival de cinema de Colònia.

## Crítiques
La ressenya del periodista de Der Spiegel Wolfgang Höbel fou: «Fingir Hitler no és tan grotesc i boig com Schtonk! La pel·lícula d'Helmut Dietl, com podeu tornar a veure, no ha envellit molt bé precisament pel seu humor Haudrauf. Tommy Wosch explica ara un thriller gairebé convencional amb molts colors dels vuitanta. En aquest, els dos talentosos impostors Kujau i Heidemann s'enfronten l'un a l'altre amb una alegria inevitable. El Kujau interpretat per Bleibtreu és un trampós quasi honorable.»

## Premis
La sèrie ha estat nominada en la categoria de Millor sèrie als premis Venice TV de 2022. Als Premis de la Televisió Alemanya, la sèrie ha guanyat el premi de Millor sèrie dramàtica juntament amb l'actor principal Moritz Bleibtreu com a Millor actor.